# ファゴット協奏曲 (モーツァルト)
ファゴット協奏曲 変ロ長調 K. 191 (186e) は、ヴォルフガング・アマデウス・モーツァルトが作曲したファゴットと管弦楽のための協奏曲。

## 概要
モーツァルトが18歳の時の作品であり、古今のファゴット協奏曲の中で最もよく知られた作品とされている。
モーツァルトは他に3曲の協奏曲をファゴットのために作曲したと考えられているが、現存するのはこの1曲のみである。一時期、失われた協奏曲の1曲として出版された変ロ長調の作品があるが、これはモーツァルトでなくフランソワ・ドヴィエンヌの作品と推測されている。
この協奏曲が作曲された事情や初演についてはわかっていないが、1774年6月4日にザルツブルクで完成しており、ザルツブルクの宮廷楽団員のために書かれたと考えられている。

## 楽器編成
独奏ファゴット、オーボエ2、ホルン2、ヴァイオリン2部、ヴィオラ、低弦（チェロ、コントラバス）

## 楽曲構成
以下の3楽章からなる。演奏時間は約17分。
- 第1楽章 アレグロ
変ロ長調、4分の4拍子、協奏風ソナタ形式。
- 第2楽章 アンダンテ・マ・アダージョ
ヘ長調、4分の4拍子、展開部を欠いたソナタ形式。
- 第3楽章 ロンド：テンポ・ディ・メヌエット
変ロ長調、4分の3拍子、ロンド形式。